# Vrbovečki Pavlovec
Vrbovečki Pavlovec – wieś w Chorwacji, w żupanii zagrzebskiej, w mieście Vrbovec. W 2011 roku liczyła 398 mieszkańców.